# Magnifica Comunità Pinetana
La Magnifica Comunità Pinetana (o comune Generale di Piné, Comun General de Piné in dialetto trentino) fu una vicinia istituita nel 1253 e discioltasi nel 1875, con la costituzione dei comuni di Baselga, Bedollo e Lona-Lases. Inizialmente comprendeva anche gli attuali comuni di Albiano e Fornace. Risiedeva nell'attuale provincia autonoma di Trento.
Rappresentava collettivamente l'intera popolazione di Piné, anche se geograficamente, oltre che nell'Altopiano di Piné, il suo territorio si estendeva per una piccola parte in Val di Cembra. Era regolamentata dalla Carta di Regola della montagna di Piné (molte comunità montane, organizzate in forma di regole, avevano questo tipo di regolamentazione), che fu redatta e revisionata più volte nel corso dei secoli. 

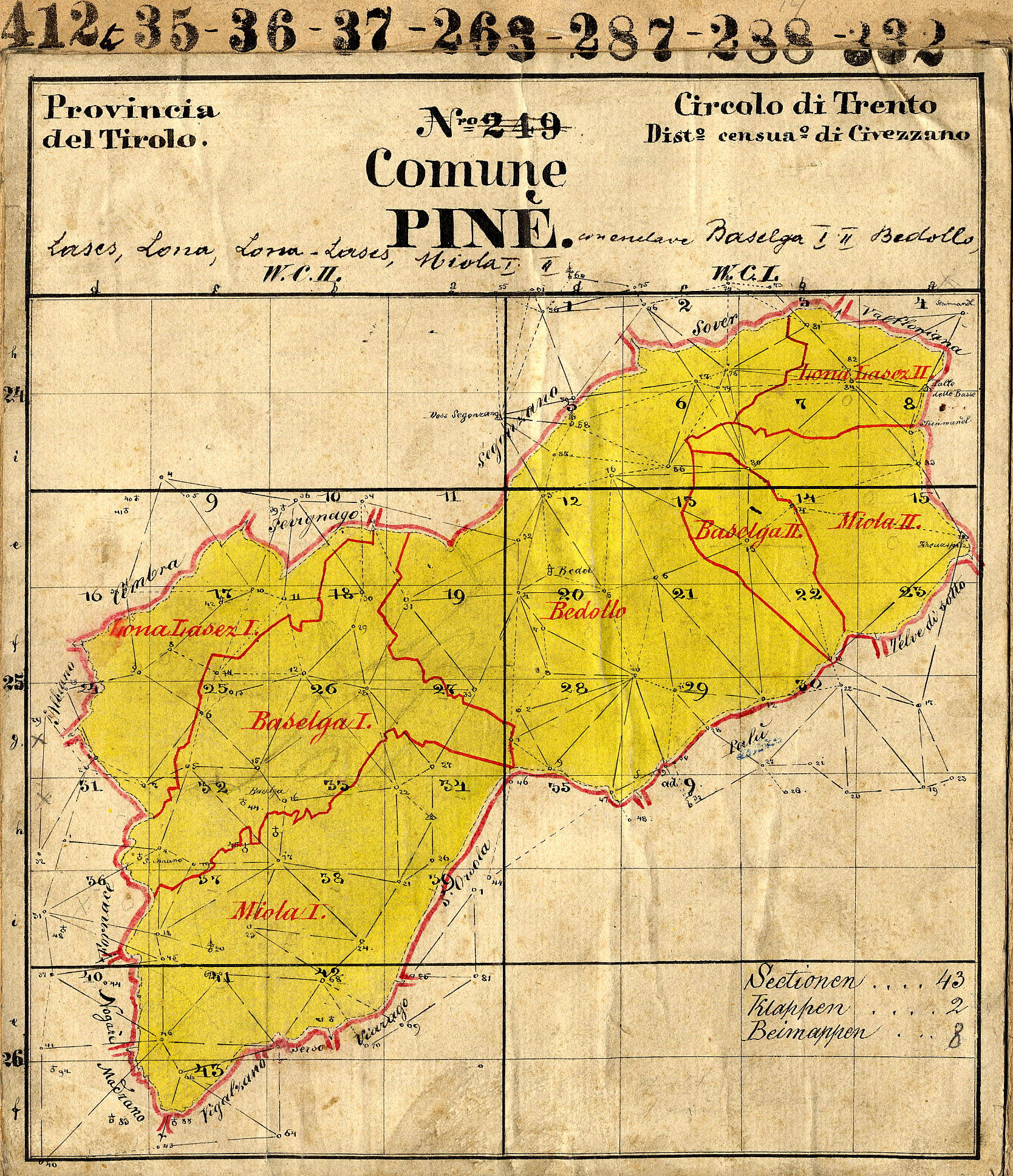
L'allora comune austriaco (e, in seguito, austroungarico) di Piné nel 1856, che corrispondeva al territorio dell'omonima magnifica comunità.

## Suddivisione amministrativa
Principalmente per agevolare la gestione del patrimonio collettivo della comunità e dei suoi vicini, Piné venne suddivisa in quattro “columelli” (o “colmelli”, in dialetto trentino cormèi):
- Vigo, con le “ville” di Vigo (con Ferrari), Miola (con Prada e Fioré), Montagnaga (Erspan -nucleo principale-, Bernardi, Valt, Grill, Puel) e Faida (con Rauta e Cané).
- Tressilla, con le “ville” di Tressilla, Lases e Lona (con Piazzole).
- Baselga, con le “ville” di Baselga, Ricaldo, Sternigo, Rizzolaga (con Campolongo), Piazze e Bedollo (Bedollo, comprendeva anche i villaggi di Regnana e Brusago, divenute in seguito frazioni e che all'epoca erano semplicemente dei masi).

Dal XVII secolo, ci fu la formazione del columello di Bedollo, al quale vennero aggregate le nuove ville di Regnana e Brusago (masi staccatisi dalla villa di Bedollo) oltre alle villa di Bedollo (un aggregato di masi sparsi) e Piazze. Tutt'oggi il comune di Bedollo è suddiviso in queste frazioni.

Il successivo comune di Miola (1875-1928) mantenne come frazioni le ville dell'ex colmello di Vigo, alle frazioni (ex ville) del neo-nato comune di Baselga venne aggregata Tressilla ed infine i paesi di Lona e Lases andarono a formare un nuovo comune a sé (Lona-Lases), staccandosi dal colmello di Tressilla.

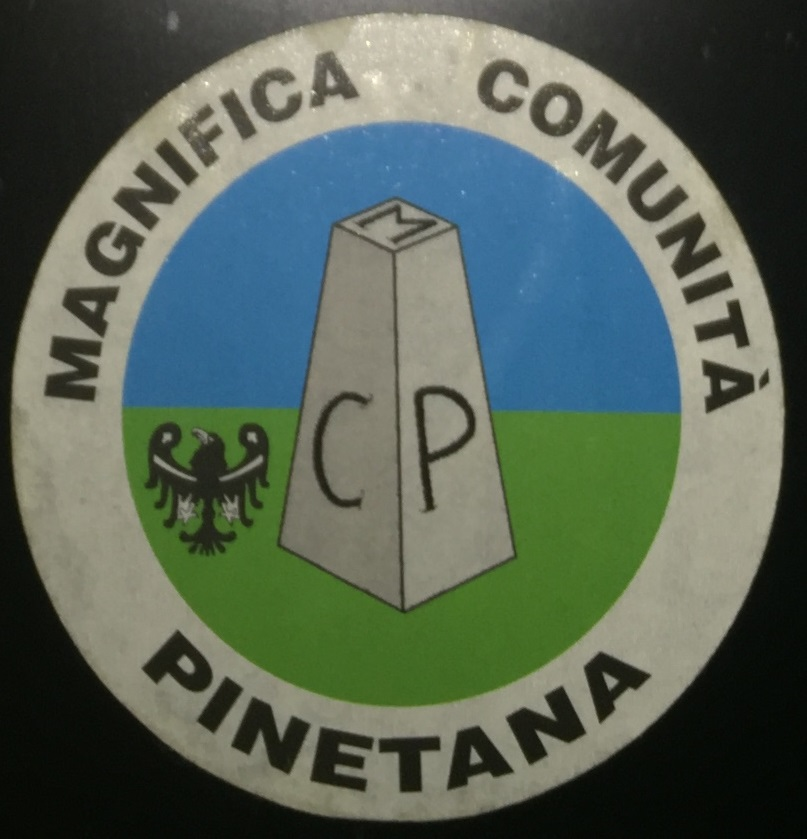

## Residui attuali della comunità
A Brusago e nei pressi delle cave di San Mauro di Piné resistono due usi civici dell'ex Magnifica Comunità, di attuale comproprietà dei comuni di Bedollo e Lona-Lases e di tutte le frazioni (amministrate dalle relative ASUC) del comune di Baselga di Piné (Miola, Faida, Vigo e Montagnaga, che componevano l'ex Comune di Miola; Baselga, Tressilla, Ricaldo, Sternigo e Rizzolaga, che costituivano l'ex Comune di Baselga), nonché i quattro comuni che componevano la Comunità.